# Сегадорське повстання

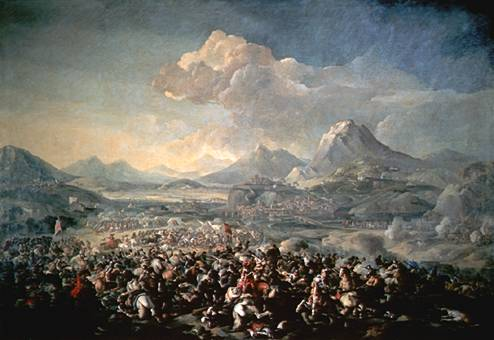
Монтжуїцька битва.

Сегадо́рське повста́ння (інші назви — «Війна Женців» або «Війна Косарів», кат. Guerra dels Segadors, ісп. Guerra de los Segadores) — повстання у 1640—1652 роках каталонців проти влади іспанської корони, яка намагалась позбавити Каталонію автономних прав. Повстання припало на період війни Іспанії з Францією (1635—1659), що ускладнило його придушення. Каталонський парламент після перемоги над іспанцями при Монтжуїку 1641 року оголосив про вихід з-під влади іспанського короля і перехід під суверенітет Франції. Врешті-решт Сегадорське повстання було придушене, але іспанському королю довелося підтвердити каталонські привілеї.